# Lala Sjöqvist

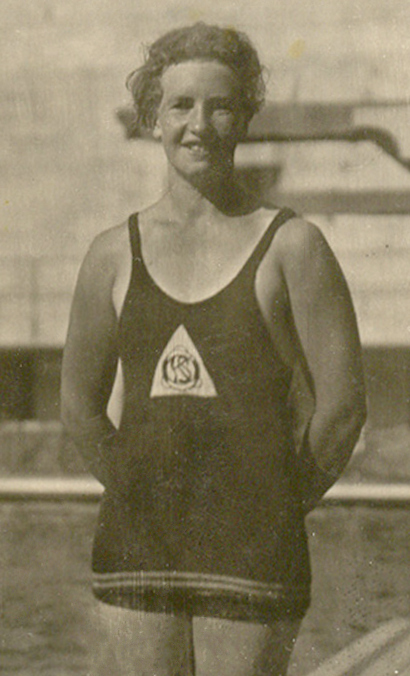
Lala Sjöqvist

Lala Valborg Sjöqvist, später Lala Valborg Larsson, (* 23. September 1903 in Nybro; † 8. August 1964 in Rockneby, Gemeinde Kalmar) war eine schwedische Wasserspringerin.
Lala Sjöqvist vom Kalmar SS nahm 1928 bei den Olympischen Spielen in Amsterdam am Wettbewerb im Turmspringen teil. In der Qualifikation mussten zwei Sprünge vom Fünf-Meter-Turm und zwei Sprünge vom 10-Meter-Turm gezeigt werden. Die ersten drei Springerinnen jeder Gruppe erreichten das Finale. Sjöqvist gewann die zweite Vorrundengruppe. Im Finale mussten wieder je zwei Sprünge von den Türmen vorgeführt werden. Es siegte Betty Becker-Pinkston vor Georgia Coleman. Hinter den zwei Springerinnen aus den Vereinigten Staaten gewann Lala Sjöqvist die Bronzemedaille.
Lala Sjöqvist war die ältere Schwester der Wasserspringerin Ingeborg Sjöqvist.